# SKV Ústí nad Labem
SKV Ústí nad Labem – czeski klub siatkarski z Uścia nad Łabą. Założony został w latach 30. XX wieku. Od sezonu 2006/2007 ponownie występuje w najwyższej klasie rozgrywek klubowych w Czechach.

## Rozgrywki krajowe
| Sezon     | Rozgrywki | Miejsce    |
| --------- | --------- | ---------- |
| 1994/1995 | Extraliga | 2. miejsce |
| 1995/1996 | Extraliga | 1. miejsce |
| 1996/1997 | Extraliga | 2. miejsce |
| 1997/1998 | Extraliga | 1. miejsce |
| 1998/1999 | Extraliga | 1. miejsce |
| 1999/2000 | Extraliga | 4. miejsce |
| 2000/2001 | II liga   | 7. miejsce |
| 2001/2002 | II liga   | 5. miejsce |
| 2002/2003 | II liga   | 3. miejsce |
| 2003/2004 | II liga   | 4. miejsce |
| 2004/2005 | I liga    | 1. miejsce |
| 2005/2006 | I liga    | 1. miejsce |
| 2006/2007 | Extraliga | 6. miejsce |
| 2007/2008 | Extraliga | 7. miejsce |
| 2008/2009 | Extraliga | 9. miejsce |
| 2009/2010 | Extraliga | 9. miejsce |

## Rozgrywki międzynarodowe
| Sezon     | Rozgrywki     |
| --------- | ------------- |
| 1995/1996 | Liga Mistrzów |
| 1997/1998 | Liga Mistrzów |
| 1998/1999 | Liga Mistrzów |

## Medale, tytuły, trofea
- Mistrzostwa Czech:
  -  1996, 1998, 1999
  -  1995, 1997

## Kadra w sezonie 2009/2010
| Nr | Imię i nazwisko  | Data ur. | Wzrost | Pozycja      |
| -- | ---------------- | -------- | ------ | ------------ |
| 2  | Miroslav Bezděka | 1985     | 200    | środkowy     |
| 3  | Marek Beer       | 1988     | 200    | środkowy     |
| 4  | Miroslav Mooz    | 1988     | 193    | przyjmujący  |
| 5  | Luboš Smrčina    | 1987     | 204    | uniwersalny  |
| 6  | Milan Moník      | 1988     | 190    | przyjmujący  |
| 7  | Milan Bican      | 1973     | 198    | przyjmujący  |
| 8  | Filip Habr       | 1988     | 200    | przyjmujący  |
| 10 | Václav Kopáček   | 1982     | 182    | libero       |
| 11 | Martin Alfonso   | 1988     | 200    | środkowy     |
| 12 | Petr Pěkný       | 1986     | 193    | uniwersalny  |
| 13 | Vít Rosenbaum    | 1979     | 190    | rozgrywający |
| 14 | Jirka Kořínek    | 1990     | 187    | rozgrywający |